# Deutsche Telekom
Deutsche Telekom AG is een Duitse aanbieder van telecommunicatie. Het hoofdkantoor zit in Bonn.

## Activiteiten
Deutsche Telekom is een grote aanbieder van telefoon- en internetdiensten. Sinds 2001 heeft het een aandelenbelang in T-Mobile USA. In 2014 was dit belang gegroeid tot 66,75%. Deutsche Telekom poogde in 2011 T-Mobile USA te verkopen aan AT&T, maar deze transactie met een waarde van $ 39 miljard, werd door de toezichthouders geblokkeerd. In oktober 2012 kondigde het een fusie aan met MetroPCS Communications waarmee de combinatie de op drie na grootste telecomaanbieder in de Verenigde Staten wordt.
In 2008 kocht het een belang van 25% in de Griekse telefoonmaatschappij OTE. In twee volgende transacties werd dit belang in 2011 verhoogd naar 40% plus een aandeel.
In 2014 werd ongeveer een derde van de omzet in Duitsland behaald en hetzelfde omzetaandeel werd in de Verenigde Staten gerealiseerd. In de rest van Europa wordt een vijfde van de omzet binnengehaald en de resterende 10% komt van grote internationale klanten die niet aan een bepaalde regio zijn toe te wijzen.
In september 2015 lanceerde Deutsche Telekom de "Puls tablet", een tabletcomputer met Android versie 5.
In februari 2016, op het Mobile World Congress in Barcelona, lanceerde Deutsche Telekom samen met Intel, Nokia, Facebook, Equinix, SK Telecom en anderen het Telecom Infra Project (TIP), dat voortbouwt op het Open Compute Project-model om innovatie in de telecomindustrie te versnellen.
In februari 2020 sloot Deutsche Telekom zich aan bij een nieuw samenwerkingsverband genaamd HAPS Alliance om het gebruik van hoogtevoertuigen in de stratosfeer van de aarde te bevorderen met als doel de digitale kloof te dichten.
Op 1 april 2020 voltooide Sprint de fusie met T-Mobile US, waardoor T-Mobile US-eigenaar werd van Sprint en een dochteronderneming werd totdat het merk Sprint werd uitgefaseerd. De fusie leidde er ook toe dat SoftBank Group, de toenmalige eigenaar van Sprint, tot 24% van de aandelen van New T-Mobile in handen had, terwijl Deutsche Telekom tot 43% van de aandelen in handen had. De resterende 33% is sindsdien in handen van publieke aandeelhouders.
In september 2021 verkocht Deutsche Telekom T-Mobile Nederland voor €5,1 miljard aan de investeringsmaatschappijen Apax Partners en Warburg Pincus.
In september 2022 breidt Deutsche Telekom haar activiteiten op het gebied van blockchaintechnologie uit. DT's dochteronderneming T-Systems Multimedia Solutions voorziet het Ethereum Netwerk van infrastructuur in de vorm van validatieknooppunten.

## Aandeelhouders
Deutsche Telekom is voor 14,3% direct eigendom van de Duitse staat en voor 17,4% indirect via de investeringsbank Kreditanstalt für Wiederaufbau. De overige 68,3% van de aandelen is vrij verhandelbaar. Het bedrijf is ontstaan na de privatisering en opsplitsing van de Deutsche Bundespost.

## Bedrijfsonderdelen
- T-Com - telefoonaanbieder voor het vaste net
- T-Mobile - Mobiele telefonie
- T-Online - internetserviceprovider
- T-Systems - ICT dienstverlener